# Баит
Баит — деревня в Ужурском районе Красноярского края России. Входит в состав Локшинского сельсовета.
До 1995 года деревня входила в состав Ашпанского сельсовета.

## География
Деревня расположена в 26 км к западу от районного центра Ужур.

## Население
| 2010 |
| ---- |
| 101  |